# تسلا (دهانه)
تسلا یک دهانه برخوردی در ماه است.

## دهانه‌های اقماری
این دهانه ۱ دهانه اقماری دارد.
| Tesla | عرض جغرافیایی | طول جغرافیایی | قطر          |
| ----- | ------------- | ------------- | ------------ |
| J     | ۳۷.۲° N       | ۱۲۶.۷° E      | ۱۸.۰ کیلومتر |